# Filmografia de Sarah Paulson

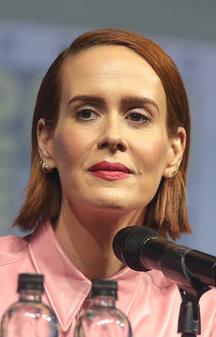
Paulson na San Diego Comic-Con de 2018.

A seguir está a lista completa de todos os projetos de cinema, televisão e teatro da atriz e diretora americana Sarah Paulson.

## Cinema

### Como atriz
| Ano  | Titulo                    | Papel             | Notas          |
| ---- | ------------------------- | ----------------- | -------------- |
| 1997 | Levitation                | Acey Rawlin       |                |
| 1999 | The Other Sister          | Heather           |                |
| 1999 | Held Up                   | Mary              |                |
| 2000 | What Women Want           | Annie             |                |
| 2002 | Bug                       | Eilleen           |                |
| 2003 | Down with Love            | Vikki Hiller      |                |
| 2005 | Swimmers                  | Merrill           |                |
| 2005 | Serenity                  | Dra. Caron        |                |
| 2005 | The Notorious Bettie Page | Bunny Yeager      |                |
| 2006 | Diggers                   | Julie             |                |
| 2006 | Griffin and Phoenix       | Peri              |                |
| 2008 | The Spirit                | Ellen             |                |
| 2009 | Whose Dog Is It Anyway?   | Emma              | Curta-metragem |
| 2011 | Martha Marcy May Marlene  | Lucy              |                |
| 2011 | After-School Special      | Mulher            | Curta-metragem |
| 2011 | New Year's Eve            | Grace Schwab      |                |
| 2012 | Mud                       | Mary Lee          |                |
| 2012 | Fairhaven                 | Kate              |                |
| 2012 | The Time Being            | Sarah             |                |
| 2013 | 12 Years a Slave          | Senhora Epps      |                |
| 2014 | #twitterkills             | Sarah Pendersen   | Curta-metragem |
| 2015 | Carol                     | Abby Gerhard      |                |
| 2015 | The Runner                | Kate Haber        |                |
| 2016 | Blue Jay                  | Amanda            |                |
| 2017 | Rebel in the Rye          | Dorothy Olding    |                |
| 2017 | The Post                  | Tony Bradlee      |                |
| 2018 | Ocean's 8                 | Tammy             |                |
| 2018 | Bird Box                  | Jessica           |                |
| 2019 | Glass                     | Dra. Ellie Staple |                |
| 2019 | The Goldfinch             | Xandra            |                |
| 2019 | Abominable                | Dra. Zara         |                |
| 2020 | Run                       | Diane Sherman     |                |
| 2024 | Hold Your Breath          | Margaret Bellum   |                |

### Como produtora
| Ano  | Título           | Função              |
| ---- | ---------------- | ------------------- |
| 2024 | Hold Your Breath | Produtora executiva |

## Televisão

### Como atriz
| Ano       | Título                                           | Papel                                                   | Notas                                                 |
| --------- | ------------------------------------------------ | ------------------------------------------------------- | ----------------------------------------------------- |
| 1994      | Law & Order                                      | Maggie Conner                                           | Episódio: "Family Values"                             |
| 1995      | Friends at Last                                  | Diana, 21 anos                                          | Telefilme                                             |
| 1995-1998 | American Gothic                                  | Merlyn Temple                                           | 18 episódios                                          |
| 1997      | Cracker: Mind Over Murder                        | Janice                                                  | 2 episódios                                           |
| 1998      | The Long Way Home                                | Leanne Bossert                                          | Telefilme                                             |
| 1998      | Real Life                                        | Lucy                                                    | Episódio: "Unaired Pilot"                             |
| 1999-2001 | Jack & Jill                                      | Elisa Cronkite                                          | 33 episódios                                          |
| 2000      | Metropolis                                       | Audrey                                                  | Telefilme                                             |
| 2001      | Touched by an Angel                              | Zoe                                                     | Episódio: "Manhunt"                                   |
| 2002      | Leap of Faith                                    | Faith Wardwell                                          | 6 episódios                                           |
| 2002      | Path to War                                      | Luci Baines Johnson                                     | Telefilme                                             |
| 2004      | The D.A.                                         | Lisa Patterson                                          | 2 episódios                                           |
| 2004      | Nip/Tuck                                         | Agatha Ripp                                             | Episódio: "Agatha Ripp"                               |
| 2005      | Deadwood                                         | Senhorita Isringhausen                                  | 9 episódios                                           |
| 2006      | Studio 60 on the Sunset Strip                    | Harriet Hayes                                           | 22 episódios                                          |
| 2006      | A Christmas Wedding                              | Emily                                                   | Telefilme                                             |
| 2007-2011 | Desperate Housewives                             | Lydia Lindquist                                         | 2 episódios                                           |
| 2008      | Pretty/Handsome                                  | Corky Fromme                                            | Telefilme                                             |
| 2009      | Cupid                                            | Dra. Claire McCrae                                      | 9 episódios                                           |
| 2010      | Law & Order: Special Victims Unit                | Anne Gillette                                           | Episódio: "Shadow"                                    |
| 2010      | Grey's Anatomy                                   | Dra. Ellis Grey                                         | Episódio: "The Time Warp"                             |
| 2010      | November Christmas                               | Beth Marks                                              | Telefilme                                             |
| 2011      | American Horror Story: Murder House              | Billie Dean Howard                                      | 3 episódios                                           |
| 2012      | Game Change                                      | Nicolle Wallace                                         | Telefilme                                             |
| 2012      | Blue                                             | Lavinia                                                 | 2 episódios                                           |
| 2012-2013 | American Horror Story: Asylum                    | Lana Winters                                            | 13 episódios                                          |
| 2013-2014 | American Horror Story: Coven                     | Cordelia Foxx                                           | 13 episódios                                          |
| 2014-2015 | American Horror Story: Freak Show                | Bette Tattler / Dot Tattler                             | 13 episódios                                          |
| 2015-2016 | American Horror Story: Hotel                     | Sally McKenna / Billie Dean Howard                      | 12 episódios                                          |
| 2016      | The People v. O.J. Simpson: American Crime Story | Marcia Clark                                            | 10 episódios                                          |
| 2016      | American Horror Story: Roanoke                   | Shelby Miller / Audrey Tindall / Lana Winters           | 10 episódios                                          |
| 2017      | Feud: Bette and Joan                             | Geraldine Page                                          | Episódio: "And the Winner Is... (The Oscars of 1963)" |
| 2017      | American Horror Story: Cult                      | Ally Mayfair-Richards / Susan Atkins                    | 11 episódios                                          |
| 2018      | American Horror Story: Apocalypse                | Wilhemina Venable / Cordelia Goode / Billie Dean Howard | 10 episódios                                          |
| 2019      | Family Guy                                       | Ela mesma / Marcia Clark / Mulher fantasiada            | Episódio: "You Can't Handle the Booth"                |
| 2020      | Mrs. America                                     | Alice Macray                                            | 9 episódios                                           |
| 2020      | Coastal Elites                                   | Clarissa Montgomery                                     | Telefilme                                             |
| 2020      | Ratched                                          | Enfermeira Mildred Ratched                              | 8 episódios                                           |
| 2021      | American Horror Story: Double Feature            | Karen / Mamie Eisenhower                                | 10 episódios                                          |
| 2021      | Impeachment: American Crime Story                | Linda Tripp                                             | 10 episódios                                          |
| 2023-2025 | The Bear                                         | Michelle Berzatto                                       | 2 episódios                                           |
| 2024      | Mr. & Mrs. Smith                                 | Terapeuta                                               | Episódio: "Couples Therapy (Naked & Afraid)"          |
| 2025      | All's Fair                                       | Carrington Lane                                         |                                                       |

### Como diretora
| Ano  | Título                            | Notas                              |
| ---- | --------------------------------- | ---------------------------------- |
| 2018 | American Horror Story: Apocalypse | Episódio: "Return to Murder House" |

### Como produtora
| Ano  | Título                                | Função              | Notas        |
| ---- | ------------------------------------- | ------------------- | ------------ |
| 2020 | Ratched                               | Produtora executiva | 8 episódios  |
| 2021 | American Horror Story: Double Feature | Produtora executiva | 10 episódios |
| 2021 | Impeachment: American Crime Story     | Produtora executiva | 9 episódios  |
| 2025 | All's Fair                            | Produtora executiva |              |

## Teatro
| Ano  | Título                 | Papel           | Notas        |
| ---- | ---------------------- | --------------- | ------------ |
| 1993 | The Sisters Rosensweig | Tess Goode      | Broadway     |
| 1994 | Talking Pictures       | Vesta Jackson   | Off-Broadway |
| 1998 | Killer Joe             | Dottie Smith    | Off-Broadway |
| 2005 | The Glass Menagerie    | Laura Wingfield | Broadway     |
| 2005 | Colder Than Here       | Harriet         | Off-Broadway |
| 2008 | Crimes of the Heart    | Meg Magrath     | Off-Broadway |
| 2009 | Still Life             | Carrie Ann      | Off-Broadway |
| 2010 | Collected Stories      | Lisa Morrison   | Broadway     |
| 2013 | Talley's Folly         | Sally Talley    | Off-Broadway |
| 2023 | Appropriate            | Toni            | Broadway     |